# Morne Larcher
Morne Larcher är ett berg i Martinique (Frankrike). Det ligger i den sydvästra delen av Martinique, 18 km söder om huvudstaden Fort-de-France.